# Som i himlen
Som i himlen er en svensk dramafilm fra 2004 instrueret af Kay Pollak med Michael Nyqvist, Frida Hallgren og Lennart Jähkel i hovedrollerne. Den havde biografpremiere i Danmark den 10. juni 2005.

## Handlingen
Filmen handler om mennesker og deres forsøg på at leve det liv, de hver især har fået, og om den måde, de prøver at være medmennesker for hinanden på. Forskellen på at støtte og at opbygge – og så at nedgøre og ødelægge.
Daniel Daréus er en international succesfuld dirigent fra Sverige. Drengen vokser op uden en far i Ljusåker, en landsby i det nordlige Sverige. I løbet af sin skoletid bliver han drillet og tævet af sine klassekammerater. Senere kommer hans usædvanlige musikalske talent som violinvirtuos frem. Som otteårig flyttede han til byen med sin mor, hvor en talentagent opdager at han har usædvanligt musikalske evner som violinist. Som teenager må han se sin mor dø i en bilulykke, ligefør netop som han skal til at deltage i en international ungdomsmusikkonkurrence. Senere bliver han som 45 årig en berømt dirigent. Under en koncert får han en blodprop; og stopper sin karriere.
Derefter flytter han tilbage til barndomsbygden Ljusåker hvor han køber den tidligere skole. Da Daniel Daréus kun er hans kunstnernavn genkendes han ikke i den første tid i bygden. Daniel drømmer om en musik, som åbner og forbinder menneskernes hjerter. bygdens købmandsbutik møder han Lena, som synger i det lokale kirkekor. Bygdens forretningsmand og kirkekorsmedlem, Arne, forsøger at hverve ham som leder af koret. Daniel besøger først modvilligt en korprøve, men beslutter alligevel sig til at overtage ledelsen af koret, give kormedlemmerne sangundervisning og begejstre dem for musikken. Det i begyndelse dårlige kor vokser. Også den udviklingshæmmede Tore må være med, da de hører hans gode sangstemme. Daniel undervisningsmetoder bevirker at kormedlemmerne åbner sig og finder en bedre tilgang til musikken.
To andre historielinjer skildrer de hjemlige problemer i bygdelivet: den begavede sangerinde Gabriella og hendes voldelige mand Conny og præsteparret Stig og Inger. I sidstnævntes tilfælde afsløres præstens snæversynethed på en konfliktfyldt måde.
Daniel oplever intensive timer med koret, og solidariteten vokser gennem den gensidige opbakning af enkeltpersoners bekymringer og problemer, som skyldes landsbylivets snæverhed, og som er imponerende skildret i sidescener eller individuelle skæbner. Pastor Stig, hvis kone også synger i koret, og som støtter den nye kantor, ser hans status og autoritetundermineret af Daniels popularitet og afskediger ham på baggrund af bagvaskelse inden prøvetidens udløb ved en kirkerådsbeslutning. Koret følger dog Daniel og fortsætter med at øve hjemme hos ham. Daniel og Lena opbygger et tættere forhold. Det bliver dog tydeligt, at dirigenten har svært ved at stole på et romantisk forhold.
Arne, gruppens uformelle leder, vil have koret skal deltage i Let the Peoples Sing- sangkonkurrencen i Østrig. Daniel er i første omgang imod det, men de andre overtaler ham, og han er enig.
Få dage før afgang, midt under korøvelsen, dukker Gabriella op med sine børn. Hun har ansigtsskader og har meddelt, at hun ikke vil vende tilbage til sin voldelige mand. Kort tid senere dukker han op og vil bringe sin kone tilbage med magt, men bliver forhindret i det af gruppen. Han truer så med at tage hævn, og da han senere ser Daniel bade i floden, slår han ham bevidstløs. Han bliver anholdt og ender i fængsel. Daniel afslører for gruppen, hvem han egentlig er, og at han tilbragte sin barndom i Ljusåker.
Til sidst tager korgruppen bussen til Innsbruck. Daniels tidligere popularitet tiltrækker straks mediernes opmærksomhed. Der møder han også sin tidligere musikagent, til hvem han forklarer, at han nu har fundet sin drøm om at forbinde folks hjerter gennem musikken. Han indser, at koret elsker ham og omvendt. Så formår han endelig også at afsløre sin kærlighed til Lena. De to sover sammen på deres hotelværelse.
Euforisk over begivenhederne cykler Daniel senere gennem byen og glemmer tiden. Til sidst husker han konkurrencen og skynder sig til spillestedet. På vej til hallen får han endnu et hjerteanfald. Han når lige at slæbe sig ind på bygningens toilet, falder tumlende med hovedet mod radiatoren og falder sammen, kvæstet.
Hans kor er allerede på scenen. Da lederen ikke dukker op, bliver Tore irriteret over den resulterende tumult og begynder at synge sin tone hørbart og konstant. Hermed fremkalder han spørgende ansigter i salen, indtil Gabriella også begynder at synge sin node, efterfulgt af de andre, som nu også synger deres egen node. Medlemmerne af de andre kor er så fascinerede, at de alle er med.
Daniel bløder på toilettet og kan stadig høre over højttaleren, at improvisationen når og forbinder folk i salen. Til sidst, med et smil på læben, holder han op med at trække vejret.

## Medvirkende (i udvalg)
- Michael Nyqvist som Daniel Daréus
- Frida Hallgren som Lena
- Lennart Jähkel som Arne
- Ingela Olsson som Inger
- Niklas Falk som Stig Berggren
- Helen Sjöholm som Gabriella
- Barbro Kollberg som Olga
- André Sjöberg som Tore
- Lasse Pettersson som Erik
- Mikael Rahm som Holmfrid
- Per Morberg som Conny
- Ylva Lööf som Siv